# سرتشقا سفلي (مقاطعة دلفان)
سرتشقا سفلي (بالفارسية: سرچقا سفلی) هي قرية تقع في قسم ايتيوند الشمالي الريفي (مقاطعة دلفان) في إيران.